# Dryopteris assamensis
Dryopteris assamensis là một loài thực vật có mạch trong họ Dryopteridaceae. Loài này được (C. Hope) C. Chr. & Ching miêu tả khoa học đầu tiên năm 1933.